# كينتا ساوادا
كينتا ساوادا (باليابانية: 澤田健太) هو لاعب كرة قدم ياباني، ولد في 26 يوليو 2000. لعب مع Kamatamare Sanuki ‏.

## وصلات خارجية
- كينتا ساوادا على موقع رابطة كرة القدم اليابانية للمحترفين (اليابانية)
- كينتا ساوادا على موقع Soccerway.com (الإنجليزية)